# Боричевци
Боричевци су насељено место у општини Брестовац, у западној Славонији, Република Хрватска.

## Историја
До нове територијалне организације налазило се у саставу бивше велике општине Славонска Пожега.

## Становништво
Насеље је према попису становништва из 2011. године имало 121 становника.

### Национални састав
| Националност       | 1991.        |
| Хрвати             | 107 (94,69%) |
| Срби               | 1 (0,88%)    |
| Југословени        | 4 (3,53%)    |
| остали и непознато | 1 (0,88%)    |
| Укупно             | 113          |